# Chaka (album)
A Chaka az amerikai R&B / funk énekesnő Chaka Khan debütáló szólólemeze, melyet a Warner Bros. Records jelentetett meg 1978. október 12-én.

## Áttekintés
| Értékelések              |           |
| Értékelő                 | Értékelés |
| AllMusic                 | [ 1 ]     |
| Christgau's Record Guide | B         |

A "Chaka" című albumról kimásolt "I'm Every Woman", majd a később megjelent "Ain't Nobody" (1983) és az "I Feel for You" (1984) című dalok az elmúlt három évtized legnagyobb dalai, melyeket újra megjelentettek, és remixeltek többször is. Az egyik legsikeresebb feldolgozása az "I'm Every Woman" című dalnak Whitney Houston 1992-es Több mint testőr című filmzenéje, melyben Khan is szerepelt mint énekes. A dal a Billboard Hot Dance Music / Club Play listán slágerlistás első helyezés volt. Khan eredeti felvételének remixe szintén Top 10-es slágerlistás helyezés volt 1989-ben az Egyesült Királyságban. A remix szerepel a Life is a Dance - The Remix Project című remmix albumon is. Az albumon szerepel a "Roll Me Through the Rushes" című ballada is, mely kislemezen soha nem jelent meg, azonban felkerült az airplay listára 1979-ben. Egy Stevie Wonder által írt dal, az "I Made Made To Love Her" című dal "I Was Made for Love Him" címmel zárja az albumot.
| „                      | " Chaka Khan még mindig a Rufus együttes szerves része, aki debütáló szólólemezével tüzet rakott a slágerlistákon. Az első kislemez, az I'm Every Woman című Ashford & Simpson szám, melyben Khan kísértetiesen énekel, és megvilágítja a dalszöveget. Noha Khan sikeres volt a Rufusszal való együttműködése során, ez az album megmutatta, hogy dinamikus énekesi tudásával képes saját lábán is megállnia a helyét" | ” |
| – Craig Lytle Allmusic | |   |

Az album megjelenése után Khan újraegyesült a Rususszal, az 1979-es Masterjam című album felvételére, melynek Quincy Jones volt a producere, majd megjelent Naughty című szólóalbuma 1980-ban.
Az albumot CD lemezen 1998-ban az Egyesült Államokban megjelentette a Warner Music Group.

## Számlista
| 1.  | I'm Every Woman                           | Nickolas Ashford, Valerie Simpson                         | 4:07 |
| 2.  | Love Has Fallen on Me                     | Andrew Lloyd Webber, Charles Stepney                      | 4:52 |
| 3.  | Roll Me Through the Rushes                | David Lasley, Lana Marrano                                | 4:42 |
| 4.  | Sleep on It                               | Andrew Kastner, Larry John McNally                        | 4:21 |
| 5.  | Life Is a Dance                           | Gavin Christopher                                         | 4:20 |
| 6.  | We Got the Love (duet with George Benson) | George Benson                                             | 3:27 |
| 7.  | Some Love                                 | Keith Boyd, Chaka Khan, Traude Sapik, Mark Stevens        | 5:50 |
| 8.  | A Woman in a Man's World                  | Andrew Kastner, Larry John McNally                        | 3:56 |
| 9.  | The Message in the Middle of the Bottom   | Lalomie Washburn                                          | 4:15 |
| 10. | I Was Made to Love Him                    | Henry Cosby, Lula Mae Hardaway, Sylvia Moy, Stevie Wonder | 3:23 |